# Phaula
Phaula es un género de escarabajos longicornios de la subfamilia Lamiinae. Fue descrito por Carl Gustaf Thomson en 1857.

## Especies
- Phaula antiqua Thomson, 1857
- Phaula atyroa Galileo y Martins, 2007
- Phaula bullula Martins, 1984
- Phaula lichenigera (Perty, 1832)
- Phaula microsticta (Lane, 1973)
- Phaula splendida (Galileo y Martins, 1987)
- Phaula thomsoni Lacordaire, 1872